# Kautokeino
Kautokeino (v místní severosámštině Guovdageaindu, v kvenštině Koutokeino) je obec  v kraji Finnmark v severním Norsku u hranic s Finskem. Díky rozloze 9707 km² jde o největší obec v zemi. Takřka 10 000 zdejších jezer či jezírek zabírá plochu asi 640 km². Administrativním centrem obce je stejnojmenná vesnice.
Guovdageaidnu/Kautokeino je jedním ze dvou kulturních center jazykové oblasti severní sámštiny. Tím druhým je Kárášjohka /Karasjok, sousední obec ležící východně. V severosámštině znamená název „Guovdageaidnu“ pojem „uprostřed cesty“, protože z města je stejně daleko nejen do historického obchodního centra Alta na norském pobřeží Severního ledového oceánu, ale i do švédského Karesuanda, Karasjoku v sousední obci a dalšího obchodního města Nordreisa v kraji Troms.
Většina (90 %) ze současných pouze asi 3500 obyvatel Kautokeina používá severní sámštinu jako svůj mateřský jazyk. Celý okres je považován za kulturní centrum všech Sámů na norském území a také centrum intenzívního chovu sobů. O Velikonocích se zde pořádá filmový festival Samisk Filmfestival a hudební festival Samisk Grand Prix. Velmi populární je mezi více přijíždějícími turisty jízda na sobech a „safari“ na sněžných skútrech.
V Kautokeinu se nachází mj. sámská střední škola pro chov sobů (Reindriftsskole/Sámi joatkkaskuvla ja boazodoalloskuvla) i vysoká škola Sámi allaskuvla. Dále sámské národní divadlo (Beaivváš Sámi Našunálateáhter) a sámský archív (Sámi arkiiva). Vydávají se zde i noviny v sámštině – Assu. Městem prochází Struveho geodetický oblouk, který byl v roce 2005 zařazen na seznam světového kulturního dědictví UNESCO.

## Turistika
V Kautokeino začíná známá pěší dálková trasa Nordkalottleden. Cesta má celkovou délku 800 km a leží podél hranice Norska, Švédska a Finska. Končí na jihu ve vesnici Sulitjelma (Norsko) nebo případně v osadě Kvikkjokk (Švédsko). Z 800 km cesty leží 380 km v Norsku, 350 km ve Švédsku a 70 km ve Finsku.

## Slavní rodáci
- Nils Gaup (* 12. duben 1955) – filmový režisér. Jeho snímek Stopař byl v roce 1988 nominován na Oscara za nejlepší cizojazyčný film
- Håvard Klemetsen (* 5. leden 1979) – sdruženář, držitel zlaté medaile na Mistrovství světa v klasickém lyžování 2005 v Oberstdorfu

## Galerie

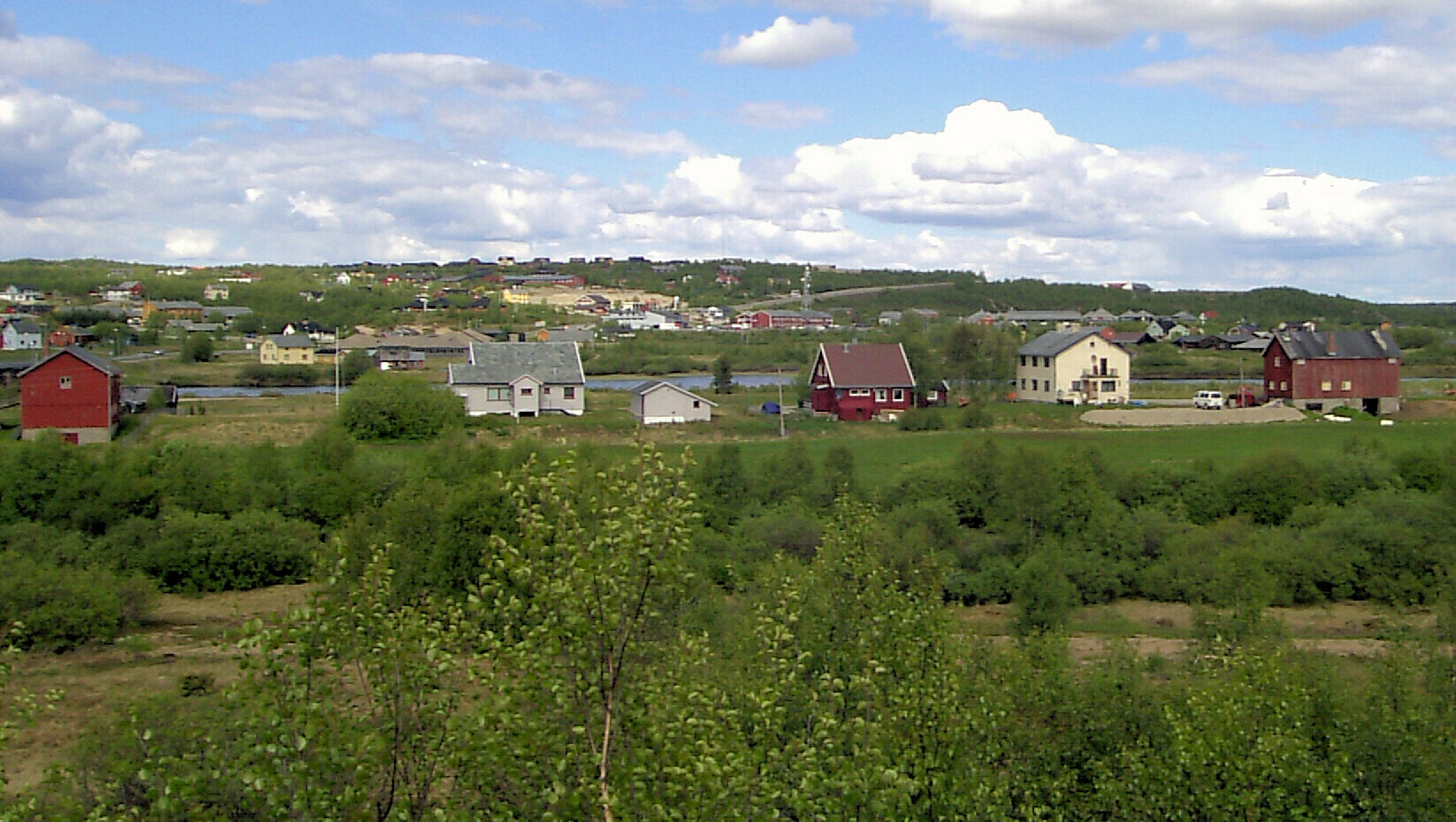
Guovdageaidnu / Kautokeino
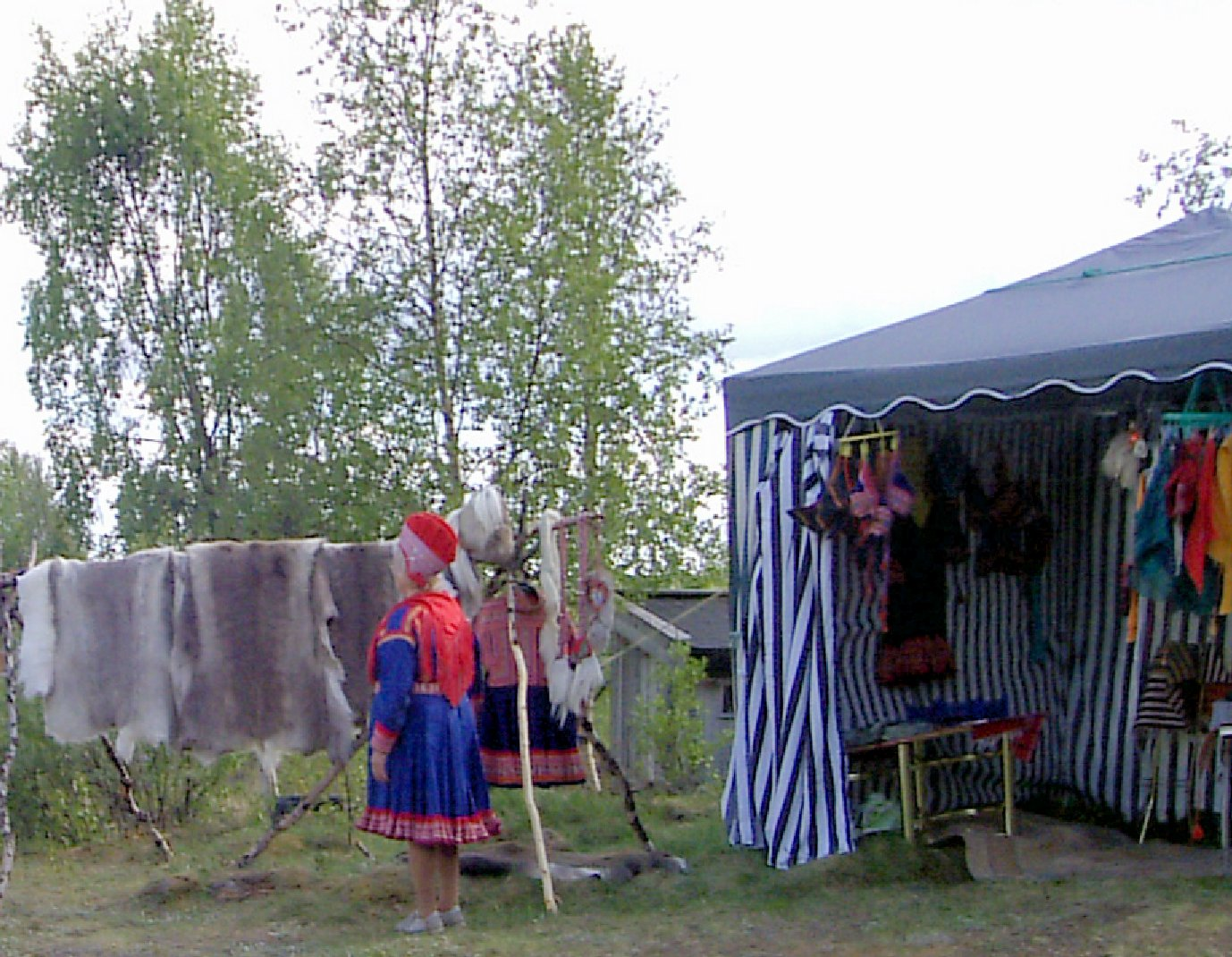
Žena z Kautokeina v sámském kroji
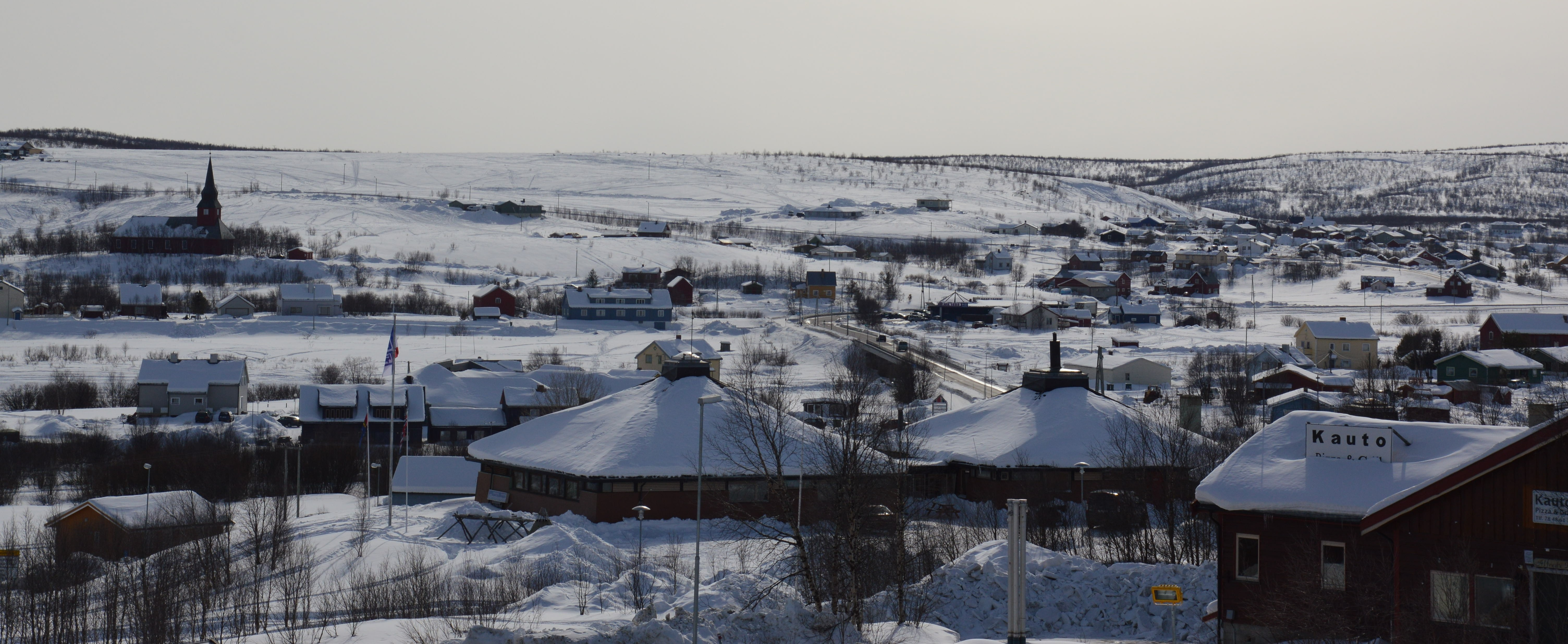
Pod sněhem
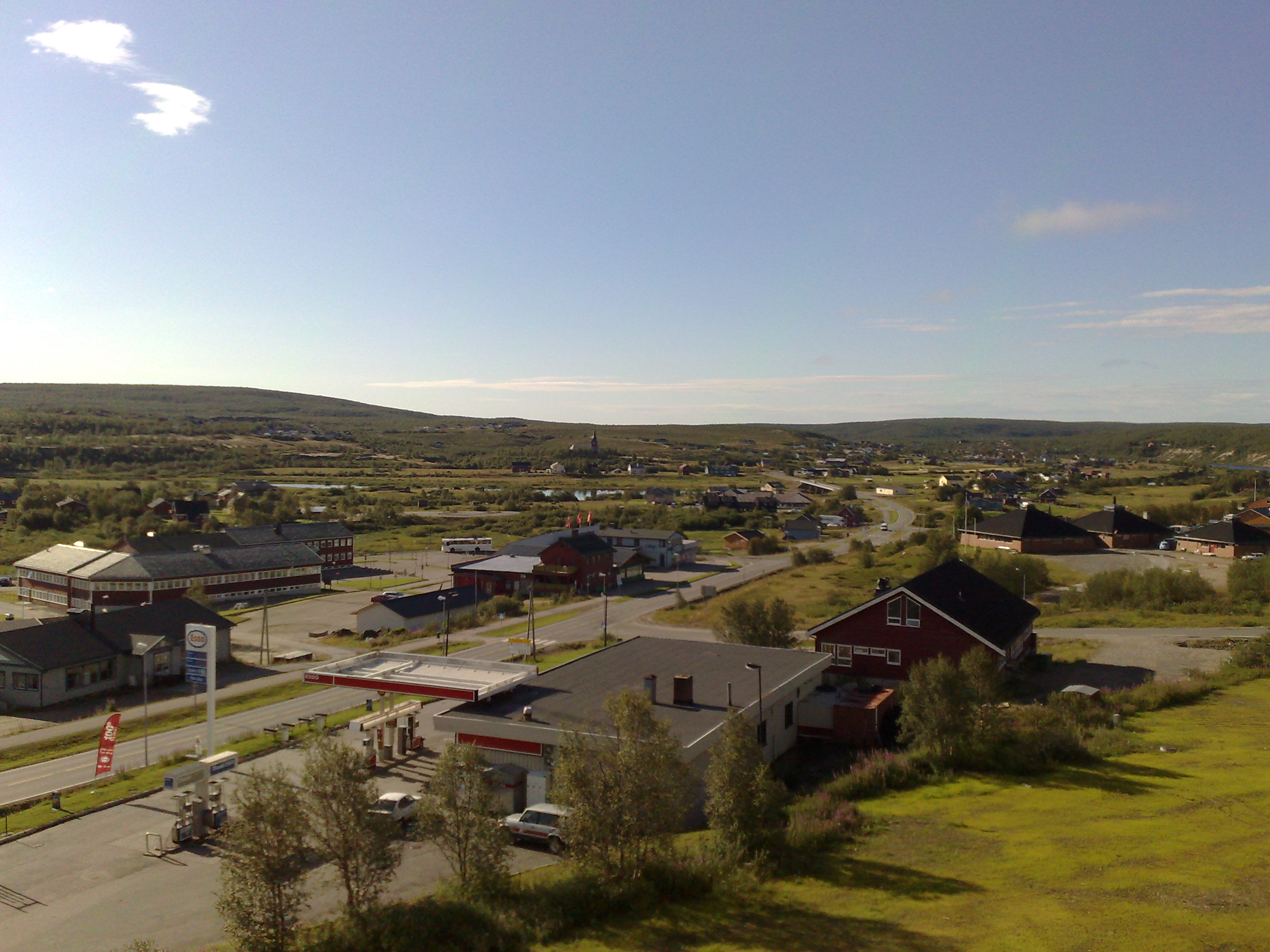
Centrum vesnice Kautokeino
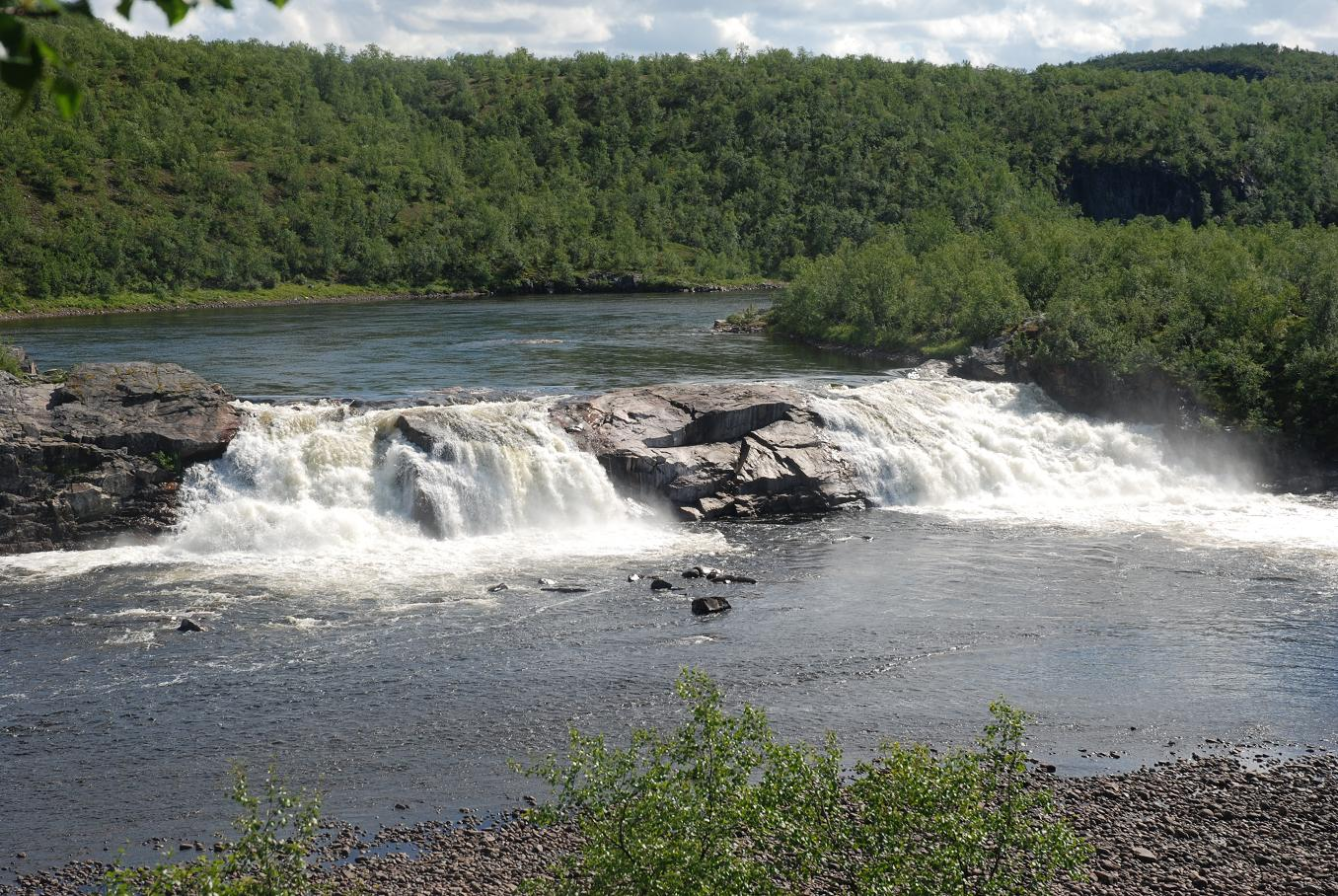
Vodopád na řece Altaelvě, která územím protéká